# Rostnackenbussard
Der Rostnackenbussard, auch Salvadoribussard, (Buteo auguralis) ist ein Greifvogel aus der Familie der Habichtartigen (Accipitridae).
Er kommt Afrika vor von Guinea und Sierra Leone bis Äthiopien und Angola. In Uganda ist er Winterbesucher von Dezember bis März.
Der Lebensraum umfasst Habitate mit großen breitblättrigen Bäumen, Waldränder, Lichtungen und Sekundärwald bis 2500 m Höhe über dem Meeresspiegel.
Der Artzusatz bezieht sich auf die Ähnlichkeit mit dem Augurbussard (Buteo augur).

## Merkmale
Die Art ist 35 bis 40 cm groß, eventuell bis 50 cm, das Männchen wiegt zwischen 525 und 620, das etwas größere und schwerere Weibchen 580 bis 890 g. Dieser mittelgroße Bussard hat einen rundlichen Kopf, breite Flügel mit gerundeten Spitzen und einen mittellangen Schwanz. Kopf und Nacken sind kastanienbraun, der Schwanz ist rotbraun mit schwarzem Subterminalband. Die Unterseite ist variabel, entweder weiß und braun gestrichelt oder durchgehend braun an der Brust. Meist ist die Kehle weiß, oft sieht man auch ein dunkles Brustband und schwarze Flecken.
Jungvögel sind einheitlicher braun, deutliche gefranst auf der Oberseite, der Schwanz ist grauer, die Unterseite blasser, das Brustband kaum erkennbar oder fehlt ganz.
Gegenüber dem Augurbussard, der auch einen rotfarbenen Schwanz aufweist, ist die Art kleiner und lebt in einem anderen Lebensraum.
Die Art ist monotypisch.

## Stimme
Der Ruf wird als „peee-ah“ lauter und schriller als beim Mäusebussard beschrieben.

## Lebensweise

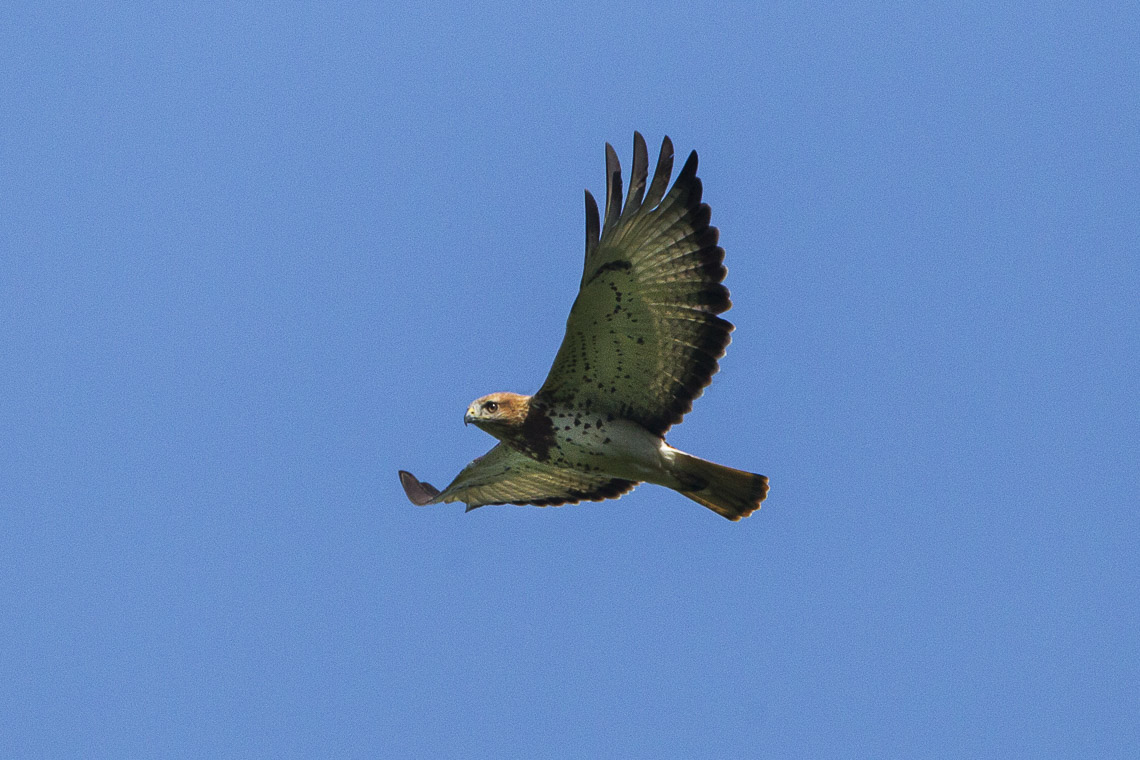
Rostnackenbussard im Flug

Die Art ist innerafrikanischer Zugvogel und zieht Ende September, Anfang November nach der Regenzeit nach Süden, um in Wäldern und Waldrändern in Guinea und im oberen Kongobecken zu brüten. Mit Beginn der Regenzeit im März bis Mai zieht der Bussard wieder nach Norden in trockenere, offenere Savanne.
Die Nahrung besteht aus einer Vielzahl an Beutetieren wie kleinen Säugetieren, kleinen Vögeln, Echsen, Schlangen, Froschlurchen und großen Insekten, die zumeist als Lauerjäger von einem Ansitz aus in gut überschaubarem Gelände gejagt werden.
Die Brutzeit liegt zwischen Januar und April in West- und Nordostafrika, im Oktober in Zaire und Angola. Zur Balzzeit werden Schauflüge vorgeführt. Das Nest ist eine Plattform als Zweigen bis zu einem Meter im Durchmesser 10 bis 30 m hoch in einem Baum.
Das Gelege besteht aus 2–3 Eiern, die über mindestens 50–60 Tage bebrütet werden.

## Gefährdungssituation
Die Art gilt als nicht gefährdet (Least Concern).